# Isogam

Olika former av isogami:
A) isogami hos rörliga celler, B) isogami hos orörliga celler, C) konjugation.

En isogam art är en art som producerar isogameter, d.v.s. morfologiskt identiska gameter. Det betyder inte att gameterna är identiska, men de går inte att se skillnad på. Motsatsen är heterogameter (även kallade anisogameter), som är morfologiskt tydligt åtskilda. Människor bildar heterogameter - det är morfologisk skillnad på ägg och spermier.
Grönalgen Chlamydomonas är ett vanligt exempel på en isogam organism. Chlamydomonas tillbringar den största delen av sin livscykel som haploid, och delar sig då genom mitos. Haploiderna finns i två former, '+' och '-', ungefär kön. Vid ogynnsamma förhållanden, t.ex. då kväve saknas, kommer vissa av de haploida Chlamydomonas att fungera som gameter och skapa diploida zygoter. En zygot kan bara bildas genom att en '+'-cell och en '-'-cell fuserar (fertilisering). Diploiden har större chans att överleva den dåliga miljön och kan när förhållandena blir mer gynnsamma bilda haploider genom meios. Då bildas två '+'-haploider och två '-'-haploider.